# Sweat (Snoop Dogg)
Sweat is een door David Guetta gemaakte remix van het nummer Wet van Snoop Dogg.
Het door The Cataracs geproduceerde Wet werd op 17 december 2010 uitgegeven als eerste single van Snoop Doggs elfde studioalbum, Doggumentary. De remix van Guetta bracht meer succes dan de originele versie van Snoop Dogg. Sweat werd een nummer 1-hit in Australië en België.

## Hitnoteringen

### Nederlandse Top 40
| Positie: | 28 | 19 | 16 | 6 | 5 | 8 | 8 | 9 | 9 | 9 | 10 | 15 | 19 | 22 | 26 | 38 | uit |

### NederlandseSingle Top 100
| Hitnotering: 26-03-2011 t/m 13-08-2011 | Hitnotering: 26-03-2011 t/m 13-08-2011 | Hitnotering: 26-03-2011 t/m 13-08-2011 | Hitnotering: 26-03-2011 t/m 13-08-2011 | Hitnotering: 26-03-2011 t/m 13-08-2011 | Hitnotering: 26-03-2011 t/m 13-08-2011 | Hitnotering: 26-03-2011 t/m 13-08-2011 | Hitnotering: 26-03-2011 t/m 13-08-2011 | Hitnotering: 26-03-2011 t/m 13-08-2011 | Hitnotering: 26-03-2011 t/m 13-08-2011 | Hitnotering: 26-03-2011 t/m 13-08-2011 | Hitnotering: 26-03-2011 t/m 13-08-2011 |
| Week:                                  | 1                                      | 2                                      | 3                                      | 4                                      | 5                                      | 6                                      | 7                                      | 8                                      | 9                                      | 10                                     | 11                                     |
| -------------------------------------- | -------------------------------------- | -------------------------------------- | -------------------------------------- | -------------------------------------- | -------------------------------------- | -------------------------------------- | -------------------------------------- | -------------------------------------- | -------------------------------------- | -------------------------------------- | -------------------------------------- |
| Positie:                               | 18                                     | 6                                      | 7                                      | 9                                      | 12                                     | 9                                      | 10                                     | 19                                     | 14                                     | 9                                      | 13                                     |
| Week:                                  | 12                                     | 13                                     | 14                                     | 15                                     | 16                                     | 17                                     | 18                                     | 19                                     | 20                                     | 21                                     |                                        |
| Positie:                               | 16                                     | 22                                     | 19                                     | 19                                     | 22                                     | 30                                     | 32                                     | 65                                     | 61                                     | 78                                     | uit                                    |

### VlaamseUltratop 50
| Hitnotering: 19-03-2011 t/m 13-08-2011 | Hitnotering: 19-03-2011 t/m 13-08-2011 | Hitnotering: 19-03-2011 t/m 13-08-2011 | Hitnotering: 19-03-2011 t/m 13-08-2011 | Hitnotering: 19-03-2011 t/m 13-08-2011 | Hitnotering: 19-03-2011 t/m 13-08-2011 | Hitnotering: 19-03-2011 t/m 13-08-2011 | Hitnotering: 19-03-2011 t/m 13-08-2011 | Hitnotering: 19-03-2011 t/m 13-08-2011 | Hitnotering: 19-03-2011 t/m 13-08-2011 | Hitnotering: 19-03-2011 t/m 13-08-2011 | Hitnotering: 19-03-2011 t/m 13-08-2011 | Hitnotering: 19-03-2011 t/m 13-08-2011 |
| Week:                                  | 1                                      | 2                                      | 3                                      | 4                                      | 5                                      | 6                                      | 7                                      | 8                                      | 9                                      | 10                                     | 11                                     | 12                                     |
| -------------------------------------- | -------------------------------------- | -------------------------------------- | -------------------------------------- | -------------------------------------- | -------------------------------------- | -------------------------------------- | -------------------------------------- | -------------------------------------- | -------------------------------------- | -------------------------------------- | -------------------------------------- | -------------------------------------- |
| Positie:                               | 12                                     | 3                                      | 4                                      | 3                                      | 3                                      | 2                                      | 5                                      | 5                                      | 6                                      | 8                                      | 9                                      | 10                                     |
| Week:                                  | 13                                     | 14                                     | 15                                     | 16                                     | 17                                     | 18                                     | 19                                     | 20                                     | 21                                     | 22                                     |                                        |                                        |
| Positie:                               | 12                                     | 19                                     | 15                                     | 14                                     | 20                                     | 24                                     | 23                                     | 22                                     | 38                                     | 44                                     | uit                                    |                                        |